# Etnoarcheologia
Etnoarcheologia – jedna z dziedzin etnografii i zajmująca się badaniem ludzi za pomocą archeologii, zazwyczaj bada materialne pozostałości dawnych społeczeństw. Etnoarcheologia rekonstruuje starożytny sposób życia poprzez badanie materialnych i niematerialnych tradycji współczesnych społeczeństw. Stara się ona zrozumieć w jaki sposób dany obiekt pochodzący z dawnej społeczności, został stworzony i jak był wykorzystywany. Archeolodzy mogą porównywać starożytne techniki pradawnych społeczności do ich dzisiejszych odpowiedników.

## Historia
Kolejna definicja proponuje używanie pojęcia „archeologii żywej”, czyli archeologicznej etnografii, która zawiera w sobie teoretyczne i metodologiczne aspekty zarówno archeologiczne jak i etnograficzne dane, które są ze sobą porównywane, oraz etnograficzne analogie. W.H. Oswalt definiuje etnoarcheologię jako „studia nad kulturą materialną oparte na ustnej informacji dotyczącej artefaktów otrzymanych od osób, lub ich bezpośrednich potomków, uczestniczących w ich produkcji”. Dobrym przykładem działania etnoarcheologii w nauce, są badania Bryana Haydena, które prowadził w Mezoameryce, szukając analogii pomiędzy współczesnymi żarnami do ręcznej produkcji mąki, oraz tymi odnalezionymi na tym samym terenie, lecz datowanymi na kilkanaście wieków wstecz.
Po raz pierwszy określenia „etnoarcheolog” użył amerykański archeolog Jesse Walter Fewkes w 1900 roku, i zachęcił innych archeologów do prowadzenia etnograficznych badań terenowych. Powszechna akceptacja etnoarcheologii jako prawdziwej pod-dyscypliny archeologii zaczęła mieć miejsce w późnych latach 50.XX w. i początkach lat 60. XX w. Dzisiaj etnoarcheologia stała się powszechnie akceptowaną formą badań, wielu archeologów zaznacza swoją specjalizację samych siebie określając jako „etnoarcheologów” zamiast zwykłych „archeologów”.
Pomimo iż za czas rozwoju etnologii i etnoarcheologii uważa się koniec XIX wieku i początek XX, już w XVIII wieku, francuski badacz De Jussieu użył metody badawczej, która w przyszłości stała się istotnym elementem badań archeologicznych i etnoarcheologicznych. De Jussieu porównywał pradawne narzędzia kamienne z tymi, które używali Indianie w eksplorowanej przez Europejczyków Ameryce Północnej, tłumacząc w ten sposób zastosowanie starszych znalezisk. Metodę tę nazwano analogią. W XIX w. wykorzystywanie analogii etnograficznych w celu wyjaśnienia funkcjonowania znalezisk, stało się popularne i powszechne. Wśród archeologów panowało przekonanie, iż żyjące współcześnie prymitywne społeczności, odzwierciedlają poprzez swój sposób życia pierwotne społeczeństwa. Krytyka metody pojawiła się ze strony Franza Boasa i rodzącej się „szkoły historycznej”. Boasowi nie spodobało się szukanie uniwersalnego schematu rozwojowego. Boas i jego zwolennicy skupiali się na pozyskiwaniu udokumentowanych danych historycznych, lingwistycznych i badaniu zwyczajów kultur. Krótko mówiąc bazowali na konkretnych faktach. Metoda ta była traktowana z dystansem w Europie. Chętniej metodę analogii stosowano w USA, gdzie lata 50. XX w. były epoką rozwoju etnoarcheologii. W Europie pionierem takich badań był polski uczony Włodzimierz Hołubowicz, który interesował się technikami garncarskimi. Porównywał ślady pracy garncarzy ze śladami na zabytkach archeologicznych rekonstruując proces ich produkcji. W latach 1937–1939 prowadził badania na Wileńszczyźnie, a po wojnie m.in. w Albanii. Jego prace przetarły szlaki w kierunku traseologii, także w badaniach nad innymi niż ceramika kategoriami zabytków.
Analogia jest metodą badawczą, która o nieznanych artefaktach i relacjach z przeszłości wnioskuje na podstawie danych posiadanych przez naukowca. W kwestii zastosowania analogii w badaniach etnoarcheologicznych chodzi o zidentyfikowanie źródeł archeologicznych poprzez porównanie ich z dorobkiem materialnym współczesnych kultur i społeczności. Analogia pozwala na rozpoznanie narzędzi używanych przez społeczności pierwotne oraz technik ich wykonania i sposobów zastosowania. Jest to możliwe dzięki opisom podobnych wyrobów użytkowanych przez współczesne społeczności plemienne. Kiedy dla danej epoki nie istnieją żadne źródła pisane, analogia jest jedyną metodą rekonstrukcji.

## Zastosowanie analogii w badaniach
Przykładem zastosowania analogii są badania Lewisa Binforda, które traktują o tzw. „dołkach dymnych” z terenów środkowego i dolnego biegu Missisipi, datowanych na okres po pierwszym tysiącleciu naszej ery. Obiekty, które stały się przedmiotem badań Binforda miały ok, 30 cm długości, 28 cm szerokości i były głębokie na ok. 33 cm. Okrągłe dołki zawierały pozostałości szarej zwęglonej gliny, zwęglone kolby i łodygi kukurydzy oraz zwęgloną korę nieznanego gatunku drzewa. Dołki lokowane były wokół pomieszczeń mieszkalnych i magazynowych. Binford na podstawie swoich badań wysunął dwie hipotezy. Pierwsza mówiła o wykorzystywaniu dołków dymnych jako ochrony przed owadami, druga natomiast przypisywała dołkom funkcje religijne. Podobne obiekty Binford znalazł u kilku współcześnie żyjących na terenie Ameryki Północnej plemion Indian m.in. Naczezów, Czoktawów i Seminoli. Współczesne dołki zawierały te same pozostałości roślin, podobnie jak te badane przez Binforda. Okazało się, iż „dołki dymne” wykorzystywane były do suszenia skór. Zebrane przez Binforda dane i opisy etnograficzne, z pomocą analogii pozwoliły wysunąć badaczowi hipotezę, iż „dołki dymne” od stuleci służyły do suszenia zwierzęcych skór. Jak każda nowa teoria, hipoteza ta potrzebowała jednak dodatkowych danych, aby móc ją bezsprzecznie potwierdzić. Patrick Munson stosując analogię opartą na danych etnograficznych dotyczących wyrobu ceramiki u Indian, zaproponował nadanie dołkom funkcji jednego z narzędzi wyrobu produktów ceramicznych .

## Analogia szczegółowa i ogólna
Analogię w praktyce badawczej można podzielić na analogię szczegółową i ogólną. Analogia ogólna zajmuje się zjawiskami występującymi w kilku kulturach, natomiast analogia szczegółowa, to zestawienie i porównanie zjawisk zachodzących w jednej tradycji kulturowej. Według Sharera, aby użycie analogii szczegółowej było uzasadnione należy „dowieść właściwości zastosowania w trzech aspektach: ciągłości kulturowej, porównywalności środowisk i podobieństwa form kulturowych”
Potwierdzona ciągłość kulturowa daje możliwość zastosowania w badaniach archeologicznych analogii, bazujących na danych z zakresu funkcjonowania współczesnych społeczności i kultur. W przypadku porównywalności środowiska ważne jest, aby współczesne środowisko naturalne nie różniło się mocno od prehistorycznego, ponieważ różnice te mogą wpływać na rozwój społeczności nawet jeśli istnieje ciągłość kulturowa. Istotne jest to, żeby podobieństwo form kulturowych było zauważalne we współczesnej społeczności, która jest porównywana z prehistorycznym odpowiednikiem. W przypadku braku wyżej wymienionych aspektów można zastosować analogię ogólną. Analogia ogólna porównuję społeczeństwa i środowiska w szerszym kontekście. Dotyczy z reguły wybranych działań danej społeczności „które można powiązać ze szczątkami materialnymi nie uwzględniając przy tym środowiska kulturowego” .
Źródłami, które dostarczają badaczom analogie, poza literaturą etnograficzną to relacje z pionierskich wypraw podróżników, którzy natrafiając podczas swoich podróży na nowe środowisko naturalne i społeczeństwa dokumentowali swoje doświadczenia w dziennikach. Kolejnym źródłem, które mogą pomóc w porównaniu artefaktów są zbiory muzealne, które z reguły przedstawiają sam przedmiot, a nie jego zastosowanie. Kolejnym ciekawą metodą badawczą jest archeologia doświadczalna. Polega ona na rekonstrukcji przez współczesnych badaczy technik wyrobu narzędzi, znalezionych podczas wykopalisk, oraz zastosowania wytworzonych drogą analogii narzędzi i stworzenia definicji ich działania na bazie własnych doświadczeń. Za najbardziej pewne źródło analogii uznaje się współcześnie żyjące społeczności, aczkolwiek nadal należy zachować ostrożność podczas badań i tworzenia wniosków. Badacze podchodzą z rezerwą do stosowania porównań pomiędzy współczesnymi społeczeństwami a prehistorycznymi, kiedy nie zachodzi między nimi ciągłość kulturowa, oraz są oddalone od siebie w czasie i przestrzeni.

## Etnoarcheologiczny projekt Kalinga
Projekt ten był jednym z najdłużej działających projektów etnoarcheologicznych na świecie. Ruszył w 1973 roku, z inicjatywy Williama Loncgacra. Projekt w sposób „socjologiczny” podchodził do badania wyrobów ceramicznych tradycyjnych społeczności. Poprzez badanie kultury materialnej społeczności chciano zaobserwować zmiany w ekonomii, dorobku materialnym oraz funkcjonowaniu badanej grupy. Zebrane podczas badań przedmioty znajdują się dzisiaj w Arizona State Museum w Tucson.